# Microjaera anisopoda
Microjaera anisopoda là một loài chân đều trong họ Janiridae. Loài này được Bocquet & Levi miêu tả khoa học năm 1955.